# Pete DePaolo

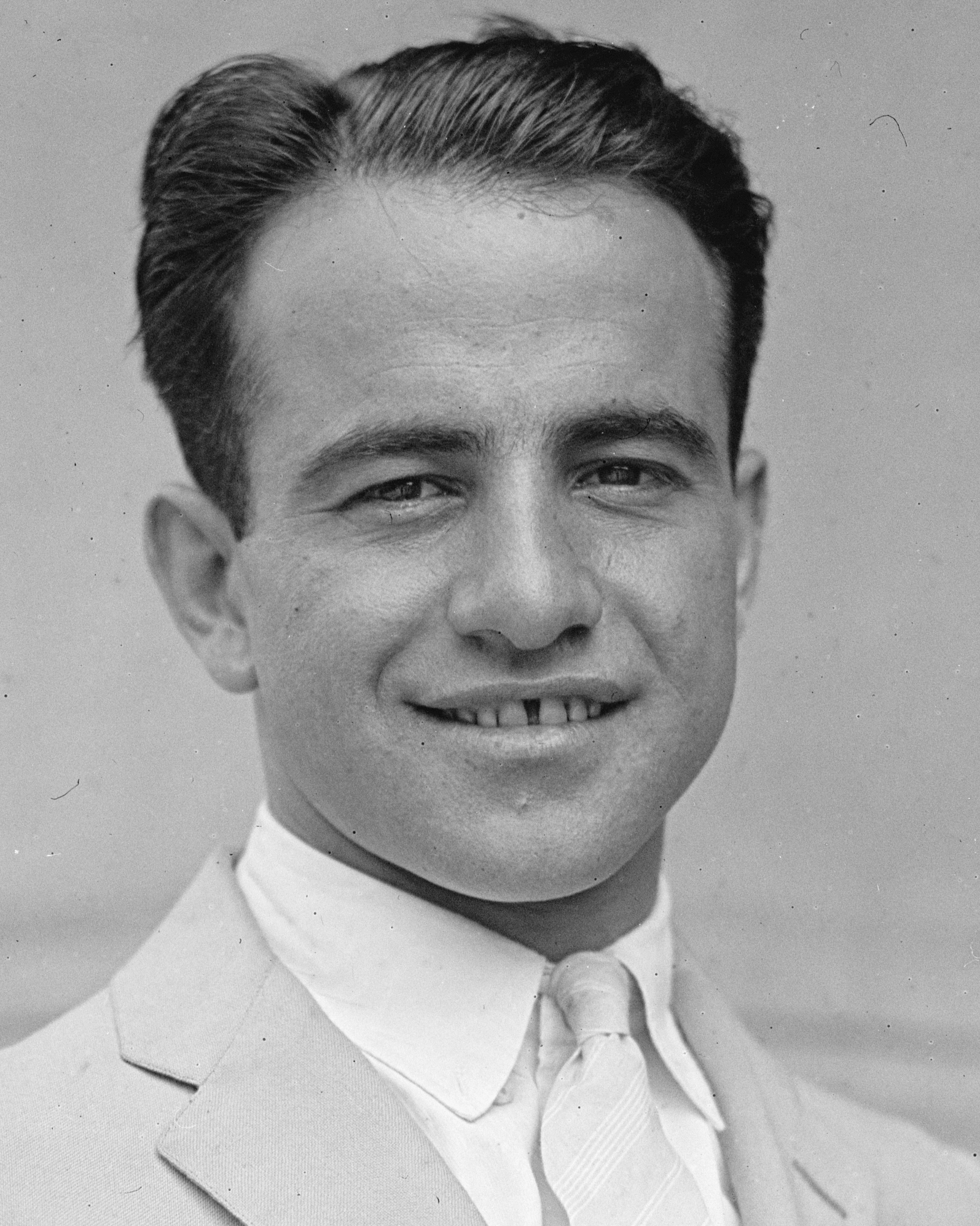
DePaolo in 1925.

Pete DePaolo (Philadelphia (Pennsylvania), 6 april 1898 - Laguna Hills (Californië) 26 november 1980) was een Amerikaans autocoureur. Hij won de Indianapolis 500 in 1925. Indy 500 winnaar uit 1915 Ralph DePalma was zijn oom.

## Carrière
DePaolo reed in zijn carrière 55 races die georganiseerd werden door de American Automobile Association, waarvan hij er tien won. Hij won het kampioenschap in 1925 en 1927. Zeven keer nam hij deel aan de Indianapolis 500. Hij won de race in een Duesenberg bij zijn derde deelname in 1925. Naast zijn overwinning eindigde hij de Indy 500 nog twee keer in de top 10, hij werd zesde in 1924 en vijfde en 1926. Na zijn actieve carrière als autocoureur richtte hij een raceteam op. Kelly Petillo won in 1935 de Indy 500 in een racewagen van DePaolo. Hij had een erg succesvol team tussen 1955 en 1957 dat deelnam aan het NASCAR kampioenschap. De verschillende rijders die voor het team reden wonnen gezamenlijk 21 wedstrijden. DePaolo stierf in 1980 op 82-jarige leeftijd.